# Achelia fernandeziana
Achelia fernandeziana là một loài nhện biển trong họ Ammotheidae. Loài này thuộc chi Achelia. Achelia fernandeziana được miêu tả khoa học năm 1920 bởi Loman.